# Pierre Bardy (homme politique)
Pour les articles homonymes, voir Pierre Bardy et Bardy.
Pierre Bardy, né le 4 septembre 1987 à Monaco, est un homme politique monégasque. Il est membre du Conseil national depuis 2018.
Il est membre du parti politique monégasque Primo !.